# Koń islandzki
Koń islandzki – rasa konia wyhodowana w Islandii. Pomimo że konie te są małe, czasem wielkości kuców, większość rejestrów ras nazywa je końmi.
Długo żyją i są wytrzymałe. W swojej ojczyźnie rzadko chorują; islandzkie prawo zapobiega importowaniu koni do kraju, a raz wywiezione nie mogą już wrócić. Konie te, oprócz takich chodów jak stęp, kłus i galop, potrafią poruszać się także chodem znanym jako tölt oraz inochodem. Jest to jedyna rasa koni, jaka występuje w Islandii; jest także popularna na świecie, spore populacje istnieją w Europie i Ameryce Północnej. Rasa jest ciągle używana do tradycyjnych prac gospodarczych w Islandii, do rekreacji, pokazów, zawodów i wyścigów.

## Charakterystyka rasy
Konie islandzkie osiągają standardową wysokość w kłębie od 130 do 145 cm, co zazwyczaj jest wzrostem kuców, ale hodowcy i rejestry ras zawsze odnoszą się do islanderów jako koni. Jest kilka teorii na temat tego, dlaczego islandery są zawsze nazywane końmi; jedna z nich mówi o żywiołowym temperamencie rasy, inna o braku słowa "kuc" w jęz. islandzkim. Jeszcze inna teoria sugeruje, że waga rasy, struktura kości i umiejętności dźwigania ciężarów pozwalają na sklasyfikowanie rasy jako konia, bardziej niż kuca.

### Budowa ciała
U koni islandzkich występuje duża różnorodność umaszczeń, włączając maść kasztanowatą, bułaną, gniadą, karą, myszatą, palomino, srokatą i dereszowatą. W języku islandzkim jest ponad 100 nazw dla różnych kolorów i odmian. Islandery mają bardzo proporcjonalną głowę, z prostym profilem i szerokim czołem. Szyja jest krótka, umięśniona i szeroka u podstawy; kłąb szeroki i niski; pierś głęboka; łopatki umięśnione i lekko pochylone; grzbiet długi; zad szeroki, umięśniony, krótki i lekko stromy. Nogi są silne i krótkie, ze względnie długimi kościami nadpęcia i krótkimi pęcinami. Grzywa i ogon są obfite, z grubym włosiem, ogon nisko osadzony. Rasa jest znana jako wytrzymała i stosunkowo niewymagająca. U tych koni występuje zimą gruby podszerstek, dający izolację od niskich temperatur.

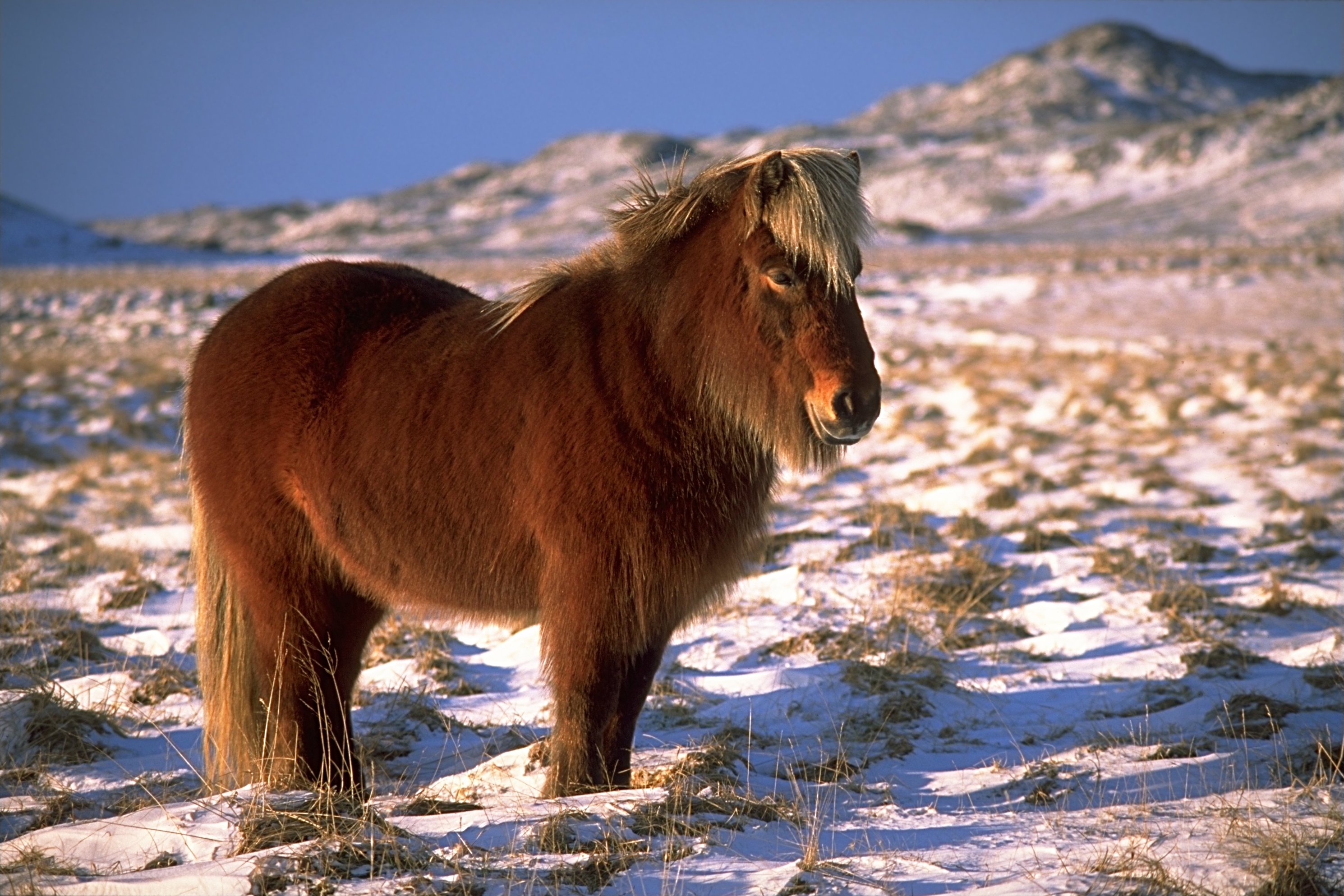
Islandzki koń w grubym zimowym futrze

### Hodowla
Koń islandzki pochodzi od zwierząt przywiezionych na Islandię przez wikińskich osadników w IX i X wieku. Pierwsze wzmianki na temat tej rasy w literaturze pojawiły się w XII w. Konie były czczone w mitologii nordyckiej – jest to zwyczaj przywieziony do Islandii przez pierwszych osadników. Selektywna hodowla przez stulecia doprowadziła rasę do teraźniejszej formy. Dobór naturalny także był ważny, jako że surowy klimat Islandii wyeliminował wiele koni. W latach 80. XVIII wieku większość zwierząt zginęła w następstwie erupcji wulkanicznej. Pierwsze stowarzyszenie rasy islandzkiej zostało stworzone w Islandii w 1904 r., a dzisiaj rasa jest reprezentowana przez organizacje w 19 różnych krajach, działających pod głównym stowarzyszeniem, Międzynarodowa Federacja Stowarzyszeń Koni Islandzkich (the International Federation of Icelandic Horse Associations).
Różni hodowcy koni w Islandii mają nieco inne cele hodowlane. Niektórzy skupiają się na zwierzętach do pracy w gospodarstwie, które budową różnią się od hodowanych do pracy pod siodłem; te są starannie wyselekcjonowane pod kątem ich zdolności do töltu oraz inochodu. Niektóre zwierzęta są przeznaczane na koninę. Jeszcze inni hodowcy skupiają się na uzyskaniu interesujących umaszczeń.
Islandery są rasą późno dojrzewającą. Zazwyczaj nie jeździ się na nich, zanim nie osiągną czwartego roku życia, a ich rozwój płciowy nie jest ukończony przed siódmym rokiem życia. Najbardziej wydajne są pomiędzy wiekiem ośmiu a osiemnastu lat, jednak zachowują swoją siłę i wytrzymałość do drugiej dekady życia. Klacz z Danii dożyła rekordowego wieku 56 lat, podczas gdy inny koń, z Wielkiej Brytanii, osiągnął wiek 42 lat. Islandery są bardzo płodne, a obydwie płci nadają się do rozmnażania do wieku 25 lat. Rekordowo klacze rodziły mając 27 lat.

### Temperament i tryb życia
Konie te nie mają skłonności do łatwego płoszenia się, być może dlatego, że nie miały naturalnych wrogów w ojczyźnie. Są przyjazne, posłuszne i łatwe w hodowli, chociaż również entuzjastyczne i pewne siebie. Są bardzo przyjaźnie nastawione do człowieka, są również spokojne i ciekawskie. Na Islandii są najczęściej hodowane w chowie bezstajennym, w systemie hodowli tabunowej (gdy ogier rozpłodowy żyje razem ze stadem klaczy; czasem kilka ogierów i stad żyje na jednym terenie). Uwielbiają towarzystwo innych koni i pozostawione samotnie na wybiegu cierpią. W ostateczności zadowalają się towarzystwem kozy lub owcy. W wyniku ich izolacji od innych koni, choroby koni na Islandii najczęściej nie występują, z wyjątkiem kilku typów wewnętrznych pasożytów. Niska częstość występowania chorób w Islandii jest utrzymywana przez prawa uniemożliwiające powrót koni wywożonych z kraju i poprzez wymóg, aby wszystkie sprzęty jeździeckie importowane do kraju były nowe i nieużywane. W rezultacie rodzime konie nie nabyły odporności na choroby. Epidemia na wyspie mogłaby być katastrofalna dla rasy To stwarza problemy z pokazywaniem rodzimych islandzkich koni poza krajem, ponieważ żadne konie nie mogą być przywożone do Islandii, a koniom raz opuszczającym kraj nie wolno wrócić.

### Chody

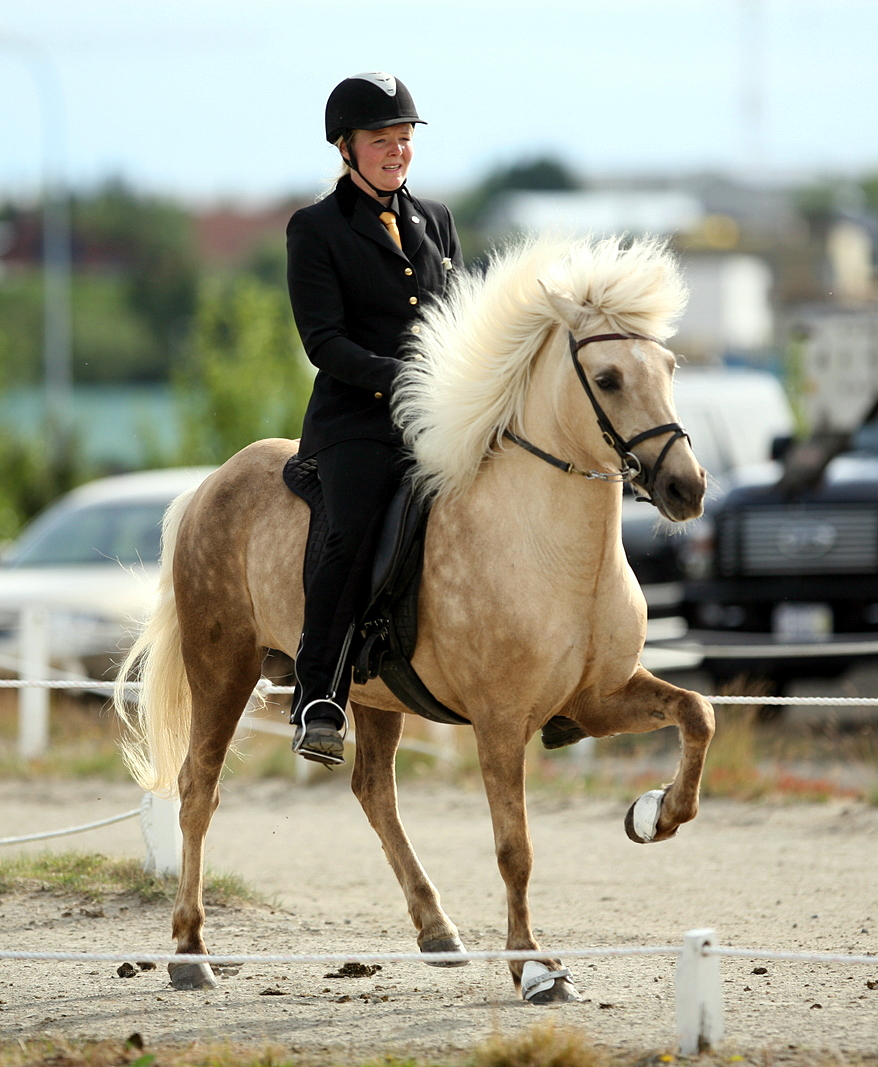
Islandzki koń o umaszczeniu palomino prezentuje tölt. Na przednich nogach widać "buty" z obciążnikami, które sprawiają, że akcja nóg jest bardziej efektowna.

Islander to rasa o pięciu chodach, znana z pewnego kroku i zdolności do wędrowania po trudnym terenie. Prócz typowych chodów takich stęp, kłus i galop, znana jest zdolność rasy do wykonywania dwóch dodatkowych chodów. Choć większość ekspertów uważa różne rodzaje galopu za odrębne chody, oparte na niewielkiej zmienności w strukturze tempa kroków, rejestry islandzkiej rasy uważają galop i cwał za jeden chód, stąd określenie "pięć chodów".
Pierwszy dodatkowy chód to czterotaktowy tölt, który wygląda trochę jak "biegnący stęp", z wysoką akcją nóg przednich (na pokazach często podkreślaną przez zakładanie koniom specjalnych "butów" z obciążnikami). Ze względu na brak fazy lotu, tölt jest chodem wygodnym dla jeźdźca. Tölt się różni w porównaniu do podobnych chodów, takich jak rack u American Saddlebred, paso largo u Paso Fino czy running walk u Tennessee Walkerów. Tak jak we wszystkich chodach lateralnych, wzór kroków jest taki sam jak wzór kroków stępa (lewa tylna, lewa przednia, prawa tylna, prawa przednia), ale chody te różnią się od stępa w zakresie szybkości w której mogą być wykonywane, począwszy od prędkości szybkiego marszu, do prędkości galopu roboczego. Niektóre konie islandzkie wolą tölt, podczas gdy inne preferują kłus; trening może poprawić sposób wykonania go, ale konie islandzkie prezentują tölt od urodzenia, również spontanicznie. Istnieją dwie odmiany töltu, które uznawane są za błędne przez hodowców. Pierwszym jest nierówny chód nazywany "piggy-pace", który jest bliższy chodowi dwutaktowemu niż czterotaktowemu. Drugi nazywa się valhopp i jest to połączenie töltu i cwału. Występuje najczęściej u niedoświadczonych młodych koni lub koni, które mieszają te chody. Obie odmiany są zazwyczaj niewygodne do jazdy.
Rasa wykonuje również inochód nazywany skeið lub flugskeið czyli "latający inochód". Jest to chód szybki i płynny, wykonywany przez te konie również podczas wyścigów. Niektóre konie są w stanie osiągnąć szybkość do 30 mil na godzinę (ok. 50 kilometrów na godzinę). Nie wszystkie islandzkie konie posiadają taką zdolność. Zwierzęta które wykonują zarówno tölt, jak i inochód, są uważane za najlepsze w rasie. Latający inochód jest dwutaktowym lateralnym chodem z momentem zawieszenia, nogi z każdej strony stawiane są na gruncie niemal jednocześnie (lewa tylna i lewa przednia, zawieszenie, prawa tylna i prawa przednia).

## Historia

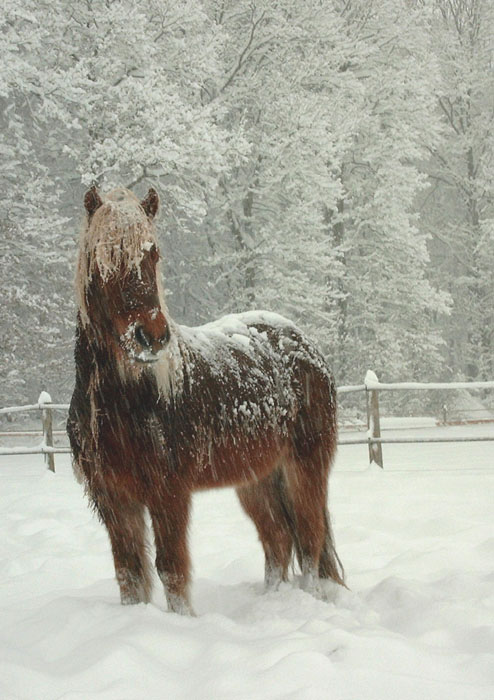
Koń islandzki zimą

Przodkami konia islandzkiego były prawdopodobnie zwierzęta zabierane na Islandię przez wikingów pomiędzy rokiem 860 a 935. Za wikingami podążali imigranci z nordyckiej kolonii w Irlandii, Wyspy Man i Hebrydów Zewnętrznych. Przybyli oni ze swoimi końmi, typu szetland, highland i connemara. Jest też możliwość pokrewieństwa z kucami jakuckimi. Około 900 lat temu próbowano wprowadzić geny koni wschodnich, w wyniku degeneracji populacji lokalnej. W 982 roku islandzki Althing (parlament) przyjął ustawę zakazującą wwożenia koni do Islandii. Nie było domieszek innych ras od ponad 1000 lat.

### Symbolika i mitologia
Ludzie nordyccy jako pierwsi zaczęli czcić konia jako symbol płodności i bóstwa, a białe konie poddawano ubojowi na święta i ceremonie ofiarne. Konie odegrały znaczącą rolę w mitologii nordyckiej, a kilka koni grało główne role w mitach skandynawskich, wśród nich koń o ośmiu nogach zwany Sleipnir, należący do Odyna, najważniejszego z nordyckich bogów, boga bitwy. Skalm, klacz, pierwszy islandzki koń znany z nazwy, pojawiła się w Księdze Rozliczeń z XII wieku. Według książki, wódz o imieniu Seal-Thorir założył osadę w miejscu, gdzie się Skalm zatrzymała i położyła. Konie również odgrywają kluczową rolę w islandzkich sagach takich jak Saga o Hrafnkelu, Saga o Njalu i Saga o Grettirze. Chociaż napisane w XIII wieku, ich czas akcji przypada na wiek IX. W wielu współczesnych klubach jeździeckich i hodowlach na Islandii są konie, którym nadaje się imiona pochodzące z mitologii nordyckiej.
Konie były często uważane za najcenniejsze dobro w średniowiecznej Islandii. Konie wojenne były czasami pochowane obok poległych jeźdźców, opowiadano historie o ich dokonaniach. Dawni Islandczycy organizowali też krwawe walki pomiędzy ogierami, by wybrać najlepsze zwierzęta hodowlane, co zostało opisane w literaturze z 930 do 1262 roku. Walki ogierów były ważną częścią kultury islandzkiej i burdy, zarówno fizyczne i słowne, wśród widzów były częste. Zwycięstwo w walkach konnych dawało szansę na poprawę pozycji społecznej, kosztem przegranych wrogów, i miało szerokie reperkusje społeczne i polityczne, czasami prowadzące do restrukturyzacji sojuszy politycznych.

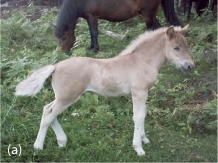
źrebię konia islandzkiego

### Rozwój populacji w Islandii
Między 874 a 1300 r. n.e., w czasie bardziej sprzyjających warunkach klimatycznych w ciepłym okresie średniowiecza, Islandzcy hodowcy selektywnie hodowali konie pod kątem pożądanych umaszczeń i budowy ciała. Od 1300 do 1900 roku, selektywne rozmnażanie stało się mniej priorytetowe, gdyż klimat był często ciężki – wiele koni i ludzi zmarło. W latach 1783 i 1784, około 70% koni w Islandii zostało zabitych przez popiół wulkaniczny, zatrucia i głód po wybuchu Lakagígarw. Erupcja trwała osiem miesięcy, setki kilometrów kwadratowych ziemi pokryła lawa, która zmieniła bieg lub wysuszyła kilka rzek. Populacja powoli odzyskiwała liczebność w ciągu następnych stu lat i od początku XX wieku hodowla selektywna powróciła. Pierwsze islandzkie związki hodowców powstały w 1904 roku, a pierwsza księga hodowlana w Islandii, została zapoczątkowana w 1923 roku.

### Rozwój poza Islandią
Konie te były eksportowane do Wielkiej Brytanii przed XX w., do pracy w kopalniach węgla kamiennego, ze względu na ich wytrzymałość i małe rozmiary. Jednak ich pochodzenie nie było tam rejestrowane. Pierwszy formalny eksport islandzkich koni nastąpił w 1940 roku, do Niemiec. Pierwszy oficjalny transport do Wielkiej Brytanii był w 1956 roku, kiedy szkocki farmer, McKintosh Stuart, zainicjował swój program hodowlany. W ślad za nim podążyli inni hodowcy, a w 1986 założono Towarzystwo Koni Islandzkich w Wielkiej Brytanii. Od połowy XIX wieku liczba eksportowanych koni islandzkich stale rosła. Od 1969 roku zaczęto współpracować w celu ochrony, poprawy i sprzedaży tych koni pod auspicjami Międzynarodowej Federacji Stowarzyszeń Koni Islandzkich. Islandery są szczególnie popularne w Europie Zachodniej, Skandynawii i Ameryce Północnej. Istnieje około 80.000 islandzkich koni w Islandii (w porównaniu do ludzkiej populacji wynoszącej 270.000), a około 100.000 za granicą. Prawie 50.000 znajduje się w Niemczech, gdzie jest wiele aktywnych klubów i stowarzyszeń rasy.

## Zastosowanie

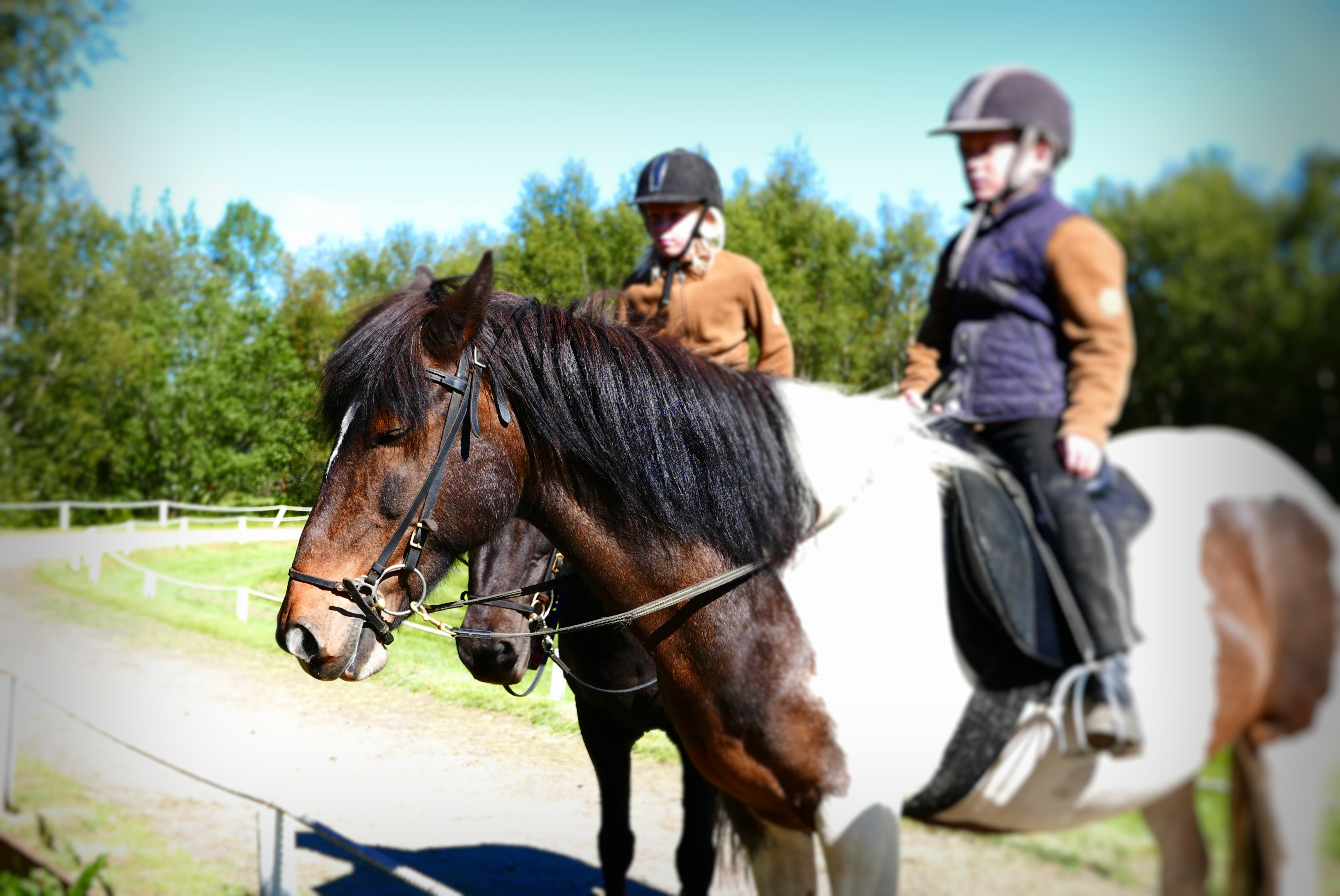
Ze względu na łagodne usposobienie i pewność w terenie, konie islandzkie nadają się dla dzieci i początkujących jeźdźców

Konie islandzkie nadal odgrywają ważną rolę w codziennym życiu na farmach Islandii, pomimo coraz szybszej mechanizacji i poprawy dróg, co zmniejsza konieczność ich użycia. Pierwszy oficjalny wyścig koni islandzkich odbył się w Akureyri w 1874 r., są one wciąż popularne w kraju w miesiącach od kwietnia do czerwca. Odbywają się też pokazy töltu oraz inochodu, gdzie punktowana jest jakość wykonania. Mają również miejsce zimowe wydarzenia, takie jak wyścigi na zmrożonej nawierzchni, które sporadycznie kończą się upadkiem konia i jeźdźca do wody i ich ratunkiem. W 1906 r. odbyły się pierwsze pokazy stad hodowlanych. Część koni jest nadal przeznaczana na mięso, zazwyczaj eksportowane do Japonii. Rolnicy nadal wykorzystują rasę do spędzania owiec na islandzkie wyżyny, jednak większość jest wykorzystywana do celów rozrywkowych i jazdy dla przyjemności. Bardzo wiele ośrodków w całym kraju oferuje przejażdżki dla turystów, od krótkich jazd dla początkujących, po kilkudniowe rajdy w głąb interioru.

## Rejestracja

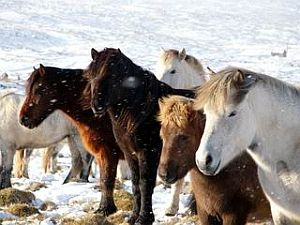
Stado koni islandzkich

Koń islandzki jest reprezentowany przez stowarzyszenia w 19 krajach, z Międzynarodową Federacją Stowarzyszeń Konia Islandzkiego (FEIF) służącą jako zarządzająca międzynarodowa organizacja macierzysta. FEIF została założona 25 maja 1969 roku wspólnie przez sześć krajów, jako oryginalnych członków: Austria, Dania, Niemcy, Islandia, Holandia i Szwajcaria. W 1971 roku dołączyła Francja i Norwegia, w 1975 roku Belgia i Szwecja. Później członkami stały się również Finlandia, Kanada, Wielka Brytania, USA, Wyspy Owcze, Luksemburg, Włochy, Słowenia i Polska. W tym czasie Irlandia opuściła organizację z powodu braku członków. Nowej Zelandii nadano status "członka stowarzyszonego" ze względu na małą bazę członkowską. W 2000 roku powstał World Fengur, oficjalny rejestr islandzkich koni. Rejestr ten to baza danych w internecie używana jako księga stadna do śledzenia historii i rodów islandów. Rejestr zawiera informacje takie jak rodowód, hodowca, właściciel, potomstwo, fotografia i oceny oraz niepowtarzalny identyfikator każdego zarejestrowanego konia. Baza danych została utworzona przez islandzki rząd we współpracy z FEIF. Od momentu powstania, około 300 000 islandzkich koni, żywych i martwych, zostało zarejestrowane na całym świecie. W Niemczech istnieje organizacja niemieckich jeźdźców i hodowców koni islandzkich Islandpferde-Reiter- und Züchterverband zrzeszająca wszystkie kluby islandzkich koni w tym kraju.